# 郭吴新
郭吴新（1927年—），男，湖北浠水人，中国世界经济学家，曾任武汉大学教授、博士生导师。